# Stephen P. Synnott
Pour les articles homonymes, voir Synnott.
Stephen P. Synnott (né en 1946 dans le New Jersey) est un scientifique américain du programme Voyager travaillant au JPL qui a découvert plusieurs lunes de Jupiter, Saturne, Uranus et Neptune.
Il a découvert Métis, Puck, Larissa (retrouvée), Protée et Thébé.
L'astéroïde (6154) Stevesynnott a été nommé en son honneur.